# 撞盒

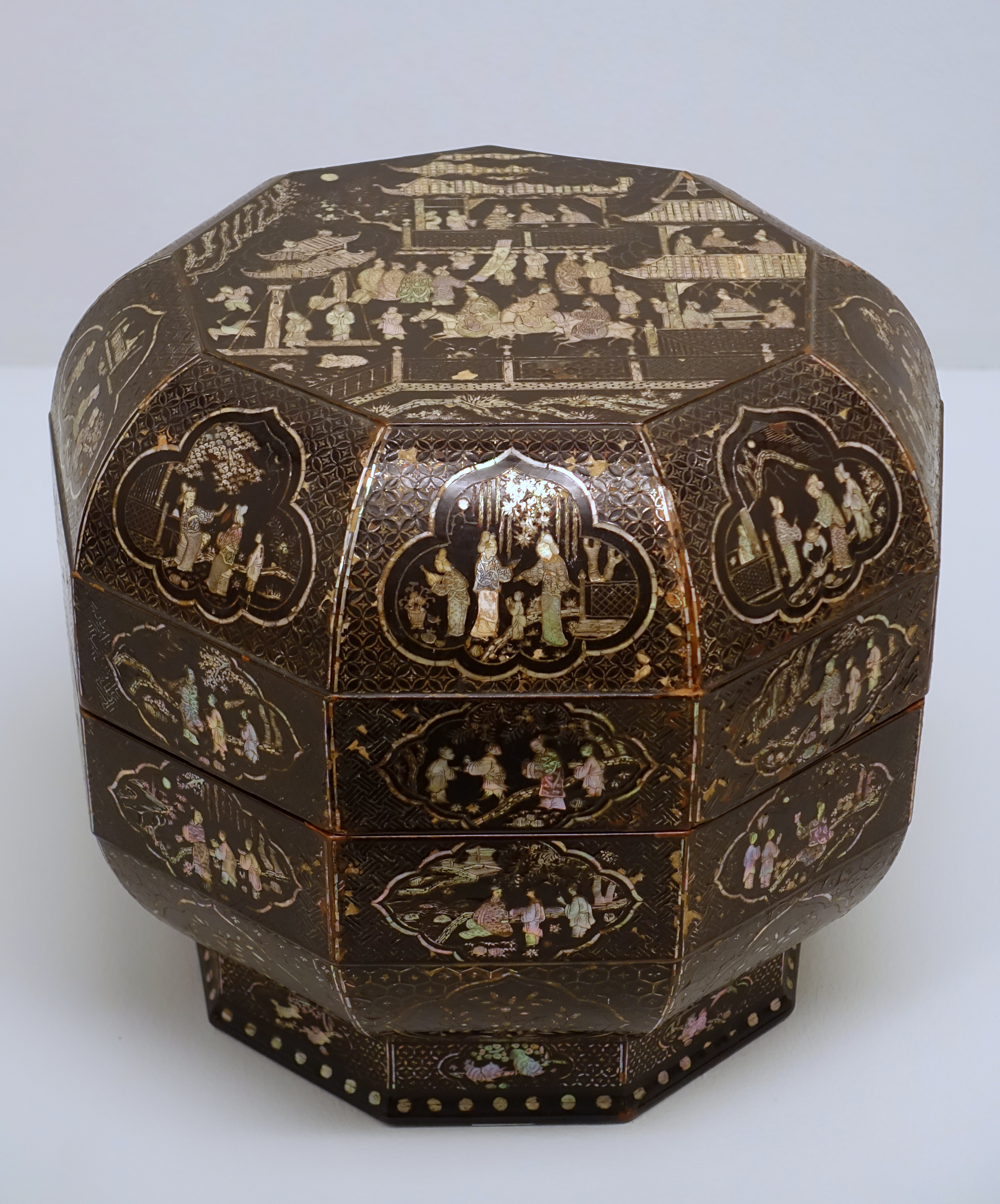
元末明初八邊形漆器撞盒

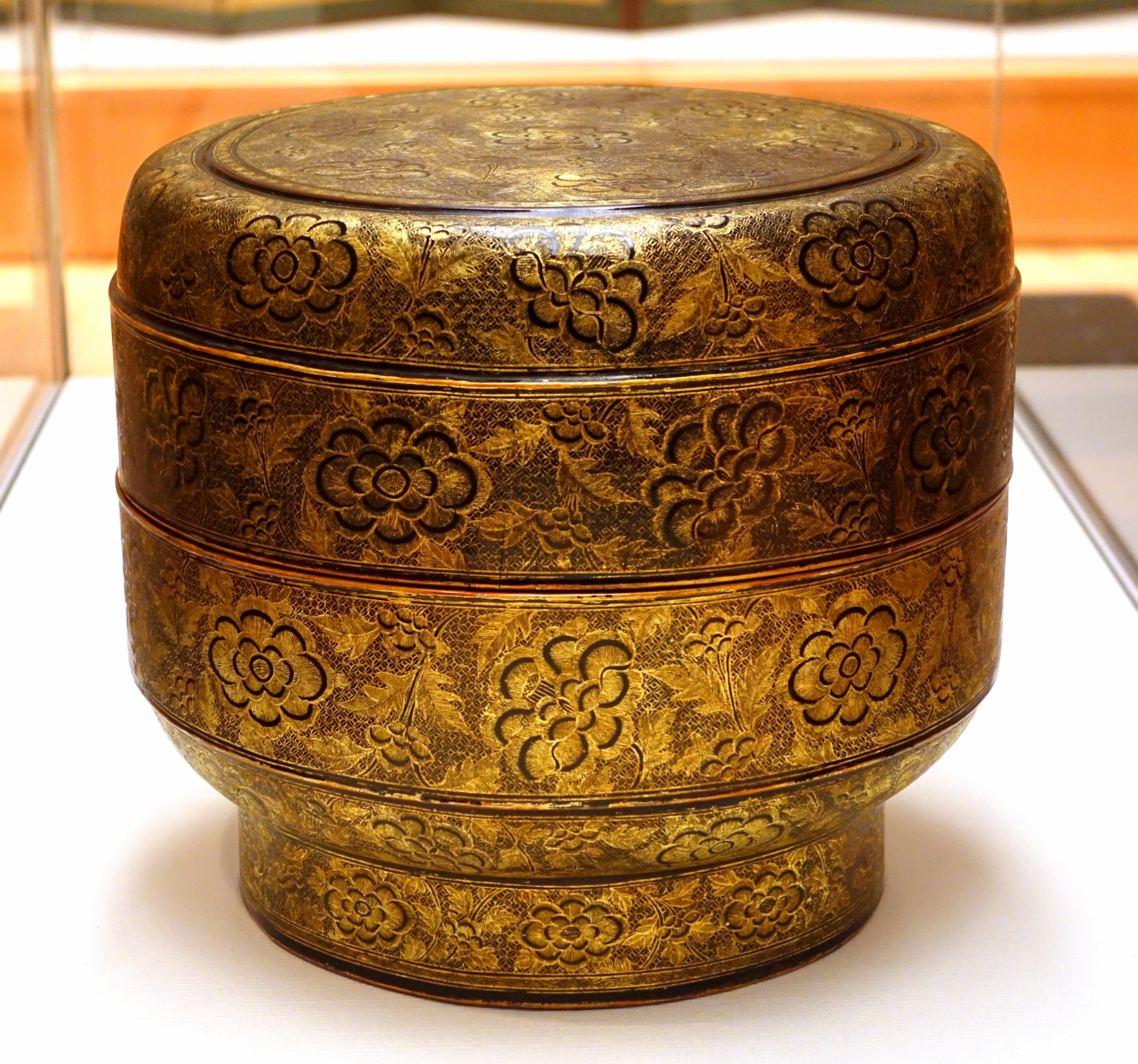
琉球國第二尚氏王朝兩層漆器圓形撞盒

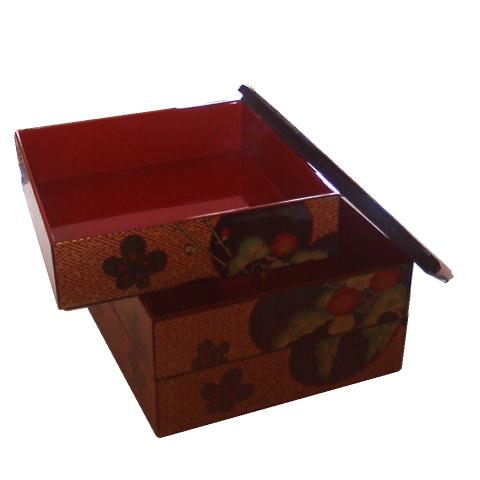
現代日本四角漆器重箱

撞盒，又稱壘子、套盒，日本稱為重箱，朝鮮稱為重盒（중합）、層盒（층합）、段盒（단합），常與其他盛載食物、食具的盒子皆統稱為饌盒（찬합），為東亞傳統容器的一種，是由多個盒子疊起組成 ，多為二至五層。有提樑的又稱春撞，是春盛的一種。
撞盒每層上部為带有子口的内盘，周壁深于内盘，組合配套時，上一层深於盒底的周壁可以兼作母口，扣于下一层器的子口之上，最上一层的子口則扣合套盒盒盖。 。

## 名稱

### 中文
明代起稱為撞盒，「撞」是指「層」，來自吳語，後來普及至全中國，明清時期不少書籍皆以撞盒稱呼此種器物。
唐代至宋代稱為壘子，是由於此器乃演變自魏晉南北朝的欙子。
亦有人認為唐代時此器稱之為波羅子，持此說者認為這是因為當時此器用於供佛，「波羅」可能即「般若」，讚其构造巧妙，既可单独使用，又能套叠一起，其造型外圆满、内中空），充满禅意。但中国社会科学院文学所研究员揚之水認為此說是受到过去《法门寺考古报告》中对于该器物错误识别为“破罗子”的影响，是當代崇尚佛教的人所取，在網路上及導遊講解中繼續沿用而普及。
還有套盒一名，指此器是由多個多件單層器物組合配套而成 。
近年又有人稱之為重盒，可能是受到其日語名稱重箱的影響。
有提樑的撞盒又稱春撞，「春」字代表這是春天出遊用的器具 。有時又與其他有提樑的盒子、籃子同被稱為春盛、提籃、提盒。用作裝載食物的又稱食格。

### 日語
日本稱為重箱，「重箱」一詞始見於室町時代的《饅頭屋本節用集》
，其中「重」字為音讀，「箱」字為訓讀，日語中把這種讀法稱為「重箱讀法」。實際稱呼時依照層數稱為「×段重」或「×之重」，如兩層稱為二段重、二之重，三層稱為三段重、三之重，五層稱為五段重、五之重等。唯獨四層重箱由於「四」的漢字音讀「し」與「死」同音的禁忌，而不用「四」字稱呼，改用「四」的固有詞「よ」並寫成「與」（與），稱為與之重（与の重（よのじゅう）），尤其是在重視彩頭的御節料理中。
由於重箱便於提攜外出，和漢三才圖會把重箱稱為「提盒」，但提盒也可以指單層的食盒。
作為懷石料理食器和茶道中盛載茶食的五層重箱又稱緣高（縁高），是「緣高折敷」的簡稱。「折敷」即有邊緣圍繞的餐盤，「緣高折敷」即「邊緣高聳的餐盤」。
在島根縣，用作盛載割子蕎麥麵的重箱稱為割子。「割子」又稱破子、破籠、樏，是一種分格的單層食盒，源自折敷；部份地區的方言指重箱。

### 韓語
韓語有套盒、重盒（중합）、層盒（층합）、段盒（단합）等名稱，但這些名稱甚少單獨使用，是按照該器的層數加上數字稱呼，如三層可稱為三重盒、三層盒、三段盒等。而盛載食物、食具者，常與其他用作盛載食物、食具的盒子皆統稱為饌盒（찬합），稱呼時按層數稱為×重饌盒、×層饌盒、×段饌盒等。

## 形制
撞盒除了圓形、方形、多邊形等幾何圖形造型外，還有花形、方勝形等不同形狀。有些頂蓋凸起，也有平頂蓋。有些有底座、罩架。也有腹壁斜直，多件套合后呈下大上小的宝塔形状的。
因應不同用途，也有形狀、大小不同的撞盒。
材質有木、竹、金屬、陶瓷等。

## 歷史

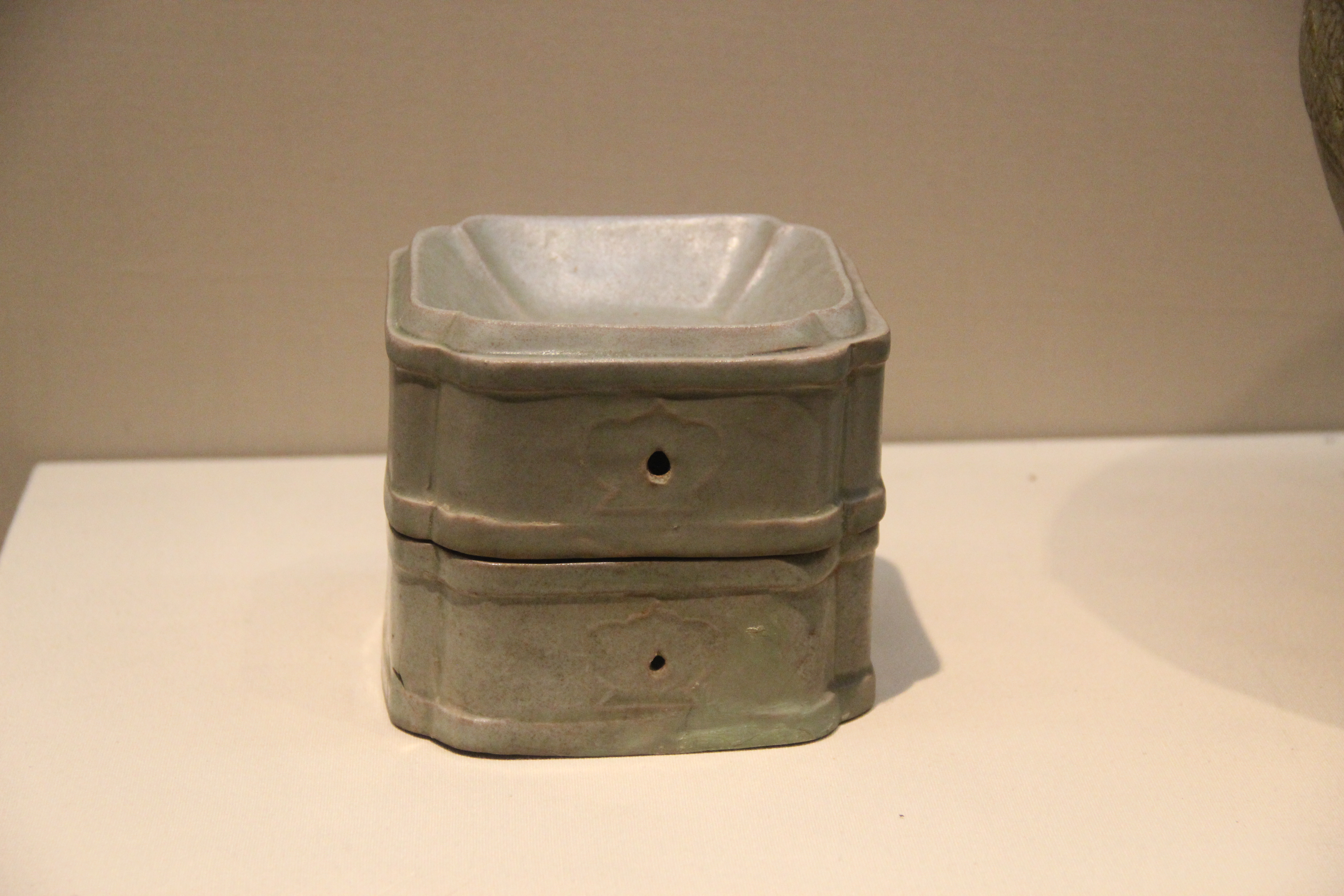
五代越窑青瓷撞盒

### 中國
撞盒在唐代已出现，當時稱為壘子，有銀製、瓷製等材質，法门寺地宫出土了兩套銀製鎏金壶门座壘子，五件一组，圈足有镂空的六个壶门，推斷為盛載供佛果品的容器。
五代十國時期出現青瓷製作的撞盒，當時稱為套盒，這些套盒的造型工藝與裝飾細節皆與法門寺地宮出土的唐代銀壘子相似，皆於足外壁鏤刻壼門裝飾，是宮廷宴會上用於盛放果品的器皿。黃堡耀州窯址出土的青瓷套盒分圓形、五曲形、八曲形與十曲形等形制，是五代北方青瓷套盒的代表。南方越窯則以浙江省臨安市後晉天福四年（940年）吳越國康陵（恭穆王后馬氏墓）出土的完整套盒為代表，為倭角四方形。
青瓷套盒在宋代也很常見，南北方瓷窑都有烧制，又以越窑、定窑、耀州窑最精緻。北宋咸平三年（1000年）元德皇后李氏陵中出土的鏤空青釉套盒就類似吳越康陵出土的套盒。爪哇井里汶十世紀下半葉的沉船上也出土了類似的鏤空刻花青釉套盒。這類套盒在南宋官窯也有燒製，十分精緻，可能作為富貴女子的嫁妝。當時又有景德鎮出產的青白瓷套盒，其中有一組青白瓷兩層套盒設計巧妙，除蓋之外第一層為印盒，第二層為硯，砚底（盒底）四角雕饰方足。

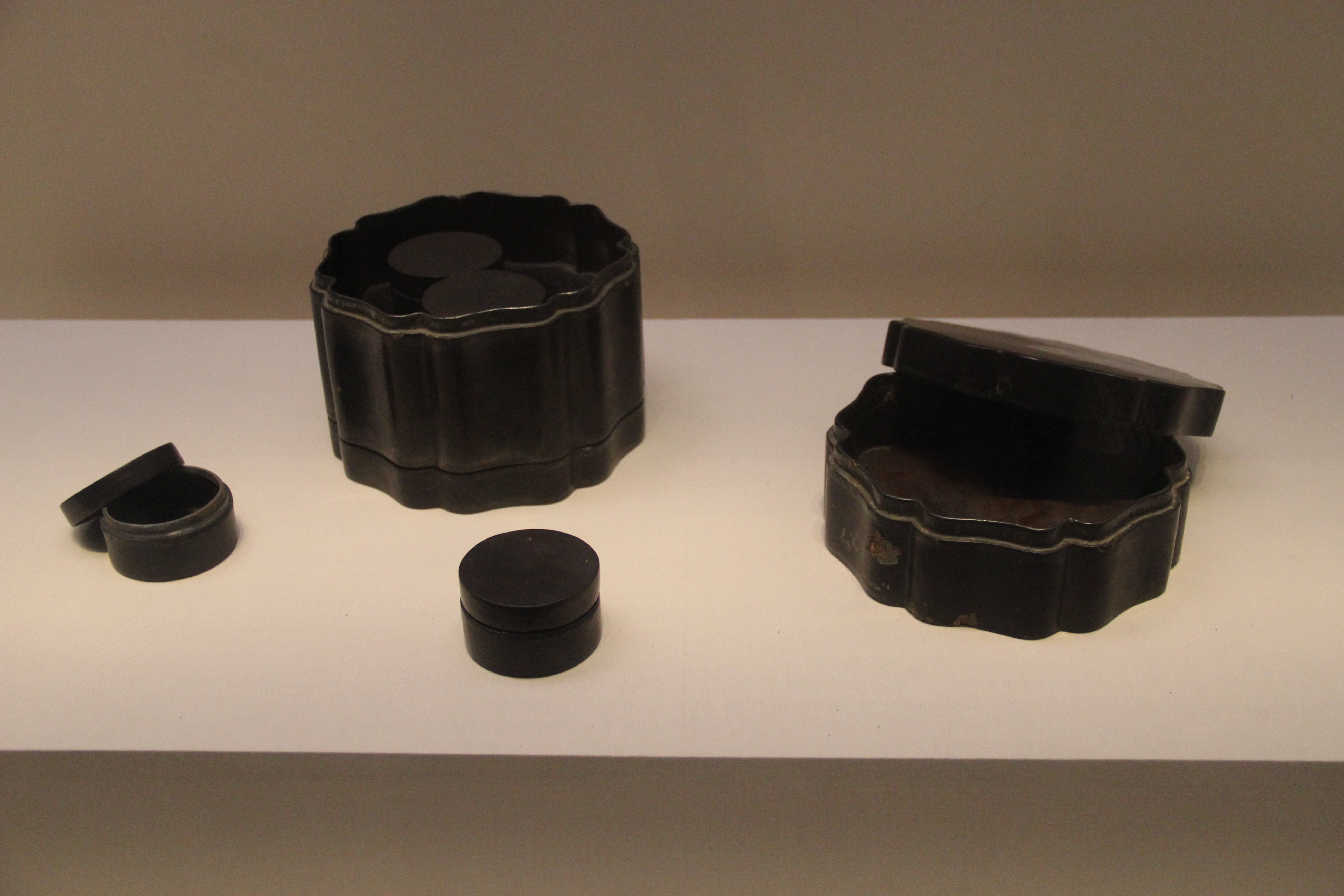
南宋葵花形黑漆三層套盒，中國國家博物館藏，內有多個放置化妝品的小盒

南宋時期還有漆器套盒，例如常州武进村前乡南宋五號墓就出土了一組朱漆戗金莲瓣式人物花卉纹奁，屬於毗陵公薛极的女眷所有；該奩是一個三層套盒，盛載鏡子、木梳、竹篦、竹剔、粉盒等梳妝用具。還有中國國家博物館藏南宋葵花形黑漆三層套盒，第一层放置了四个小漆盒，用作盛放各種化妆品。宋代還有一些套盒附有提梁，多為竹製，主要是用来盛放酒食，便于出行。

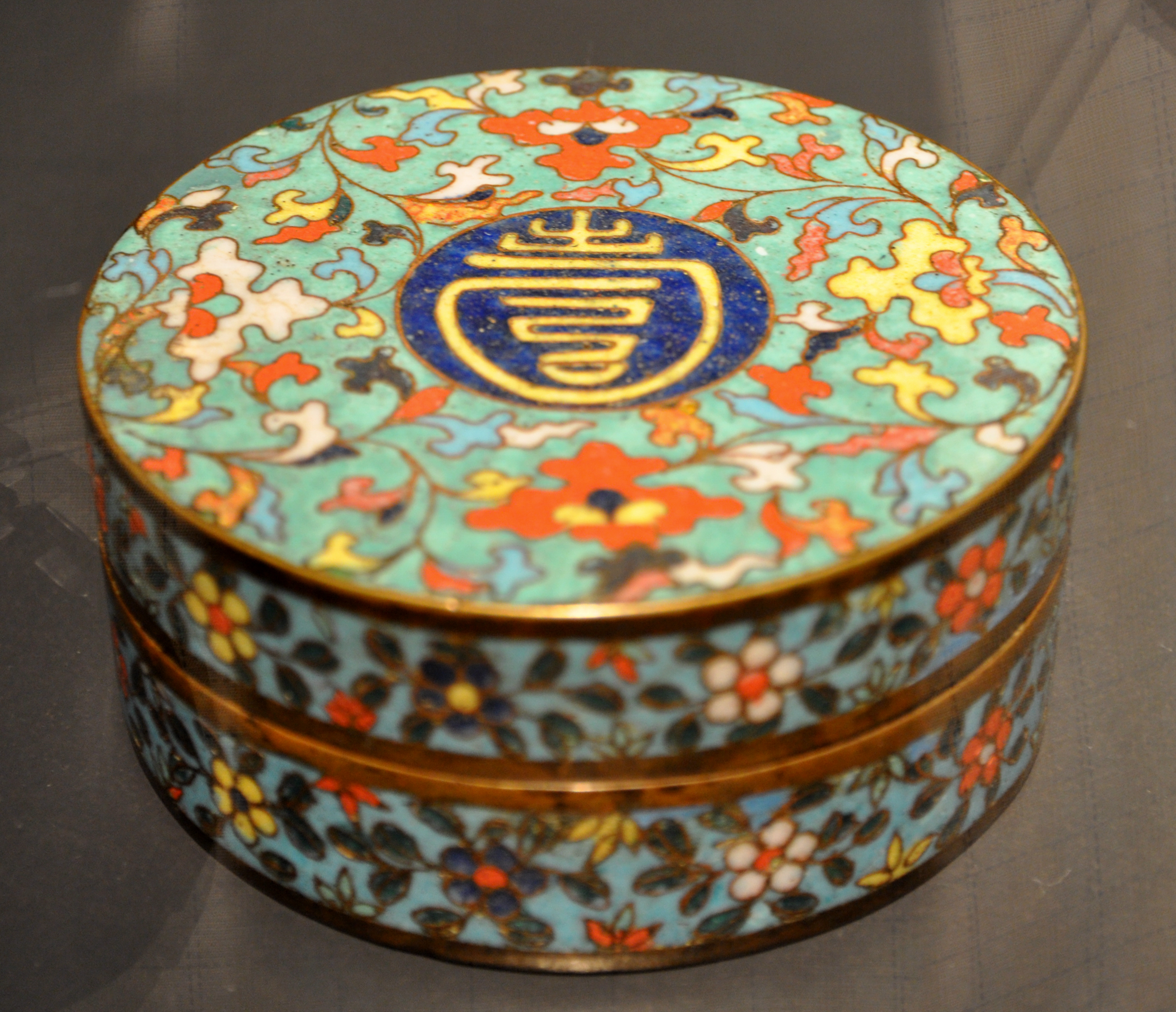
明代景泰藍兩層撞盒

明代撞盒有竹、木、漆器、陶瓷、景泰藍等。正德年間有青花瓷圆筒式三层套盒，平顶盖、圈足，是用来盛放果品和食物的用器。附有提梁的撞盒除了沿襲前代用作盛載酒食之外，還有作為文房四寶、玉石印章、小件文玩等，常以名貴木料如花梨木、紫檀木、紅木等製作。
清代的撞盒材質、形狀多樣，有木、竹、漆器、陶瓷外，還有象牙鏤雕，亦有鑲玉者。形狀除了一般的圓形方形外，還有方勝、銀錠等形狀，此外還有一些特殊造型如葫蘆形等。有些則附罩架。

### 日本
日本於室町時代傳入撞盒，稱為重箱。日本重箱多為漆器，常用於節日盛載食品之用。也有陶瓷等，現代有塑膠製作者。

### 朝鮮
朝鮮半島從中國傳入撞盒不遲於高麗時期，高麗從中國宋朝傳入青瓷套盒，韩国国立中央博物馆就藏有一件高麗從宋朝引進的越窯青瓷套盒，後來又仿照宋式青瓷自行燒製高麗青瓷套盒。

## 用途
撞盒用途多樣，例如用作盛載食品、食具的食盒，作為運送禮物的容器，盛載梳妝用具的妝奩，放置文具，放置香和香具等。

## 圖片

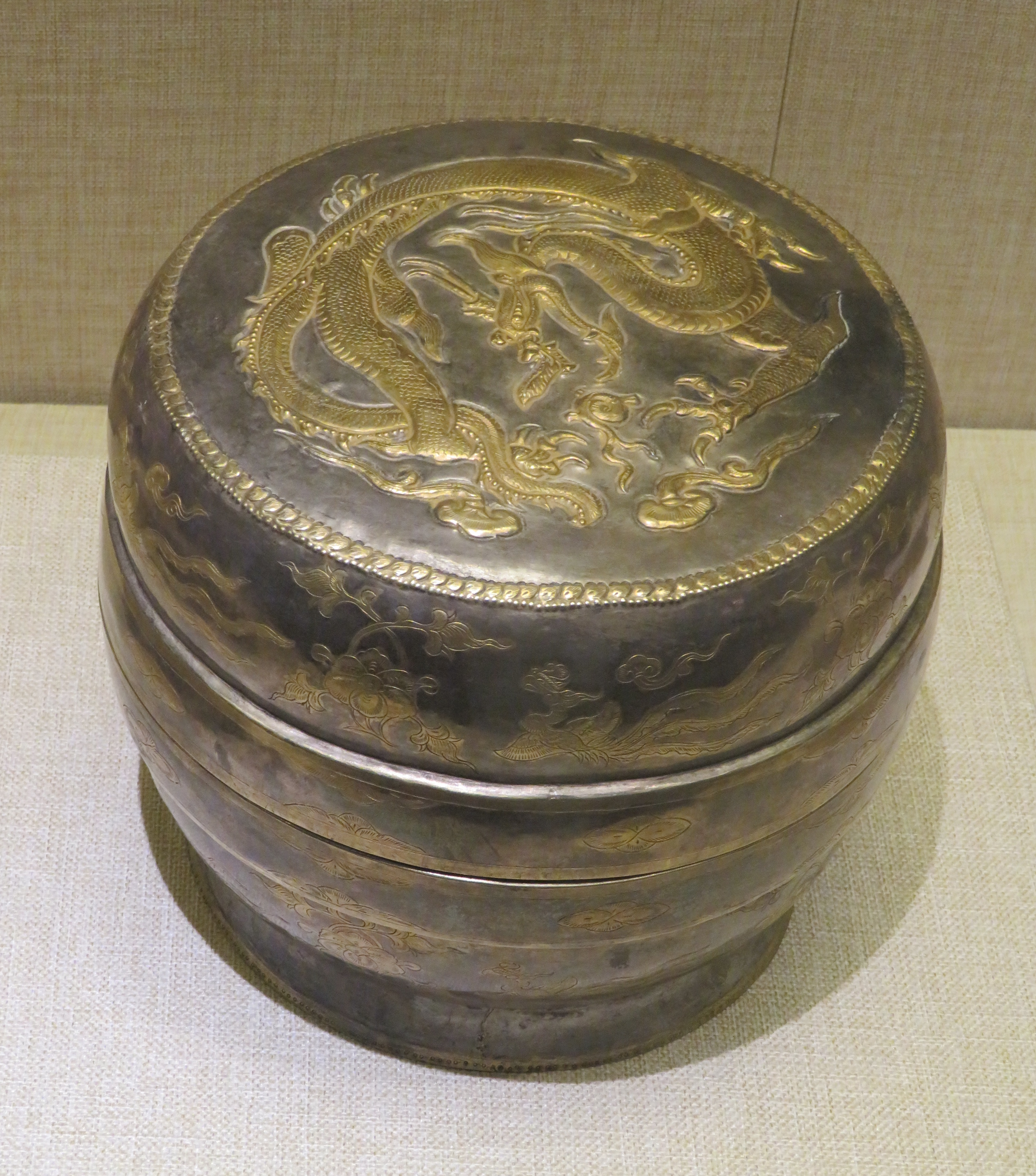
遼代金花银奁，内蒙古通辽市奈曼旗青龙镇辽代陈国公主与驸马合葬墓出土，内蒙古博物院藏。
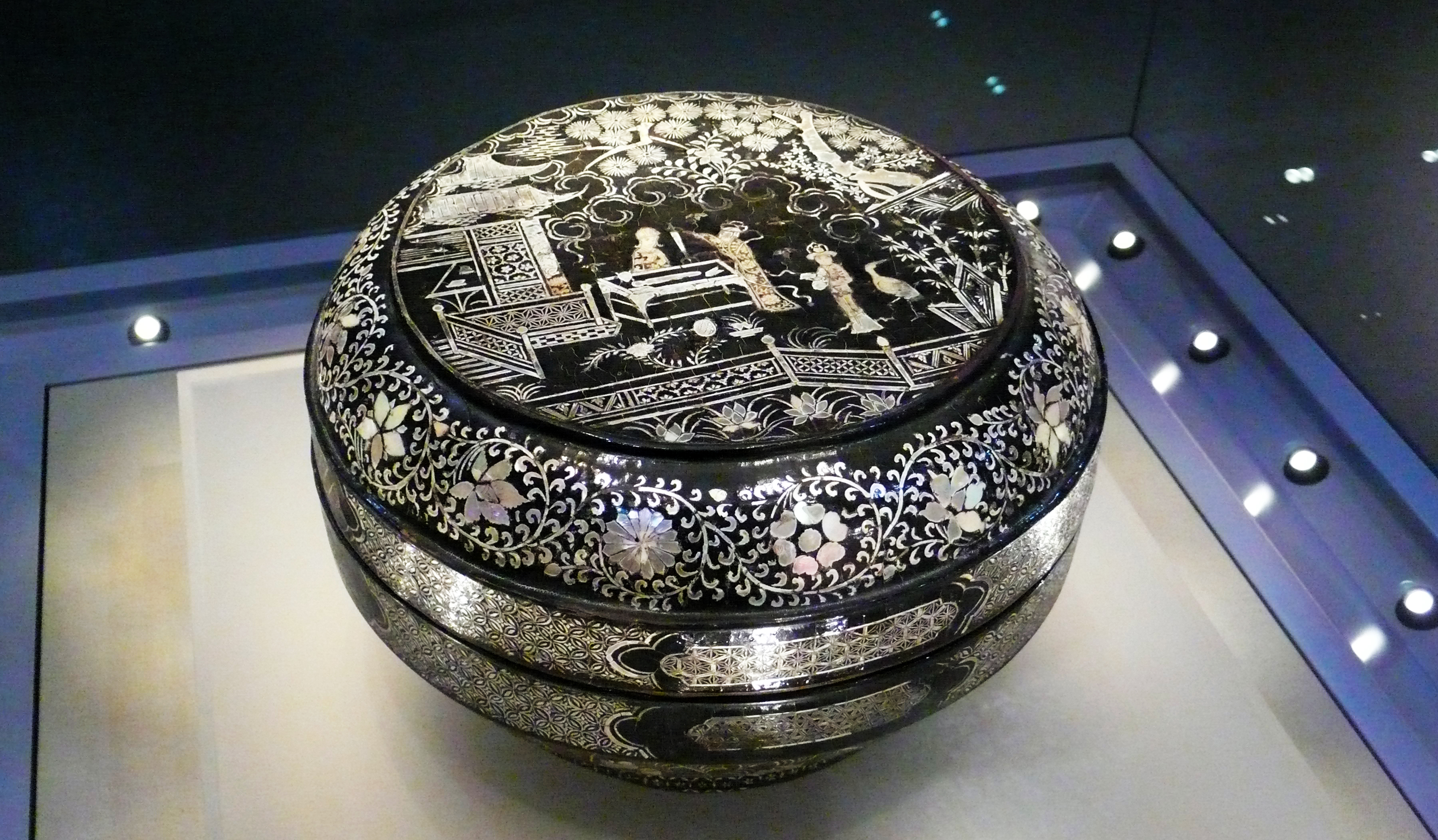
南宋黑漆嵌螺钿人物图兩撞盒
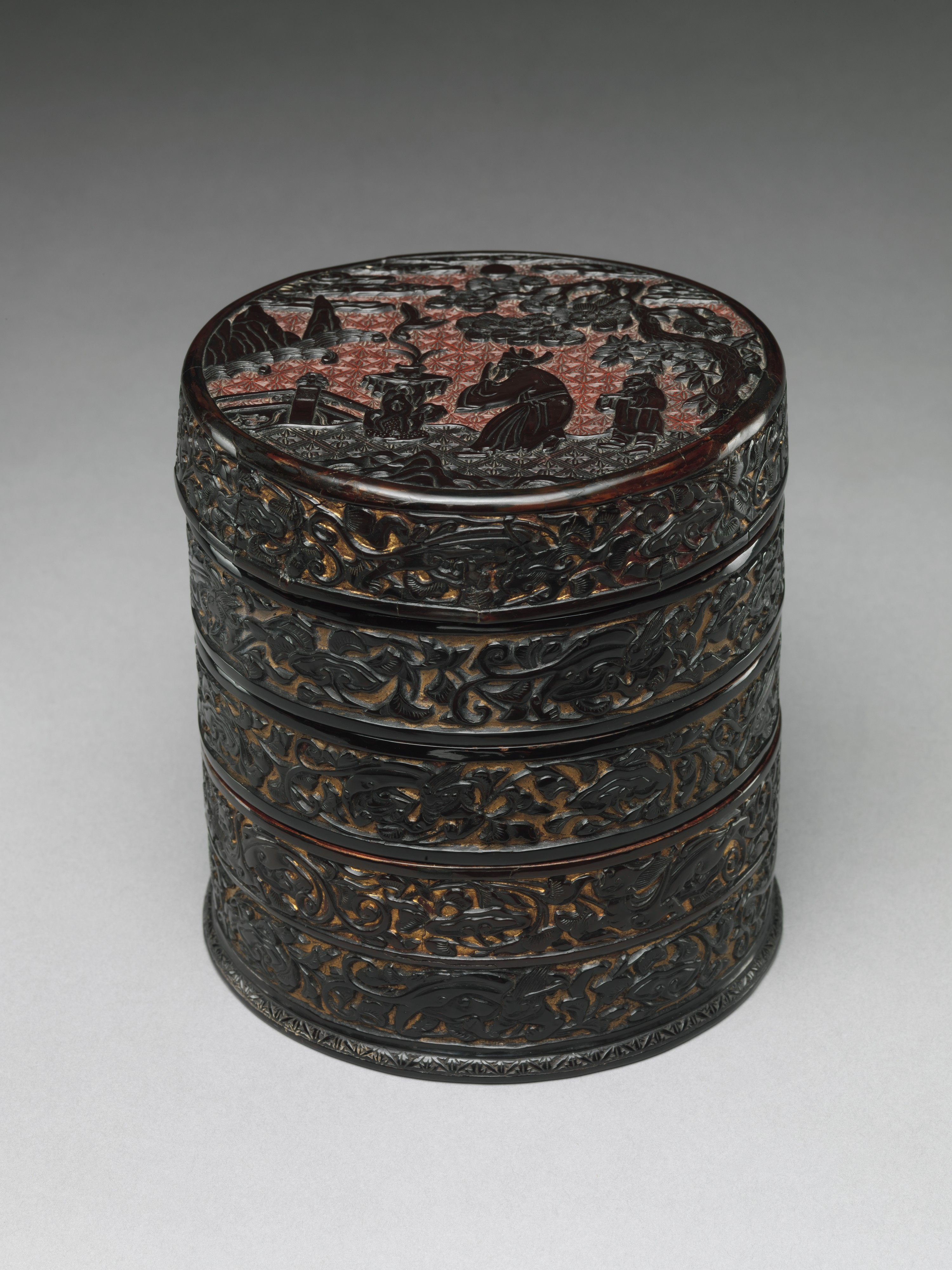
元代剔黑高士圖四撞盒
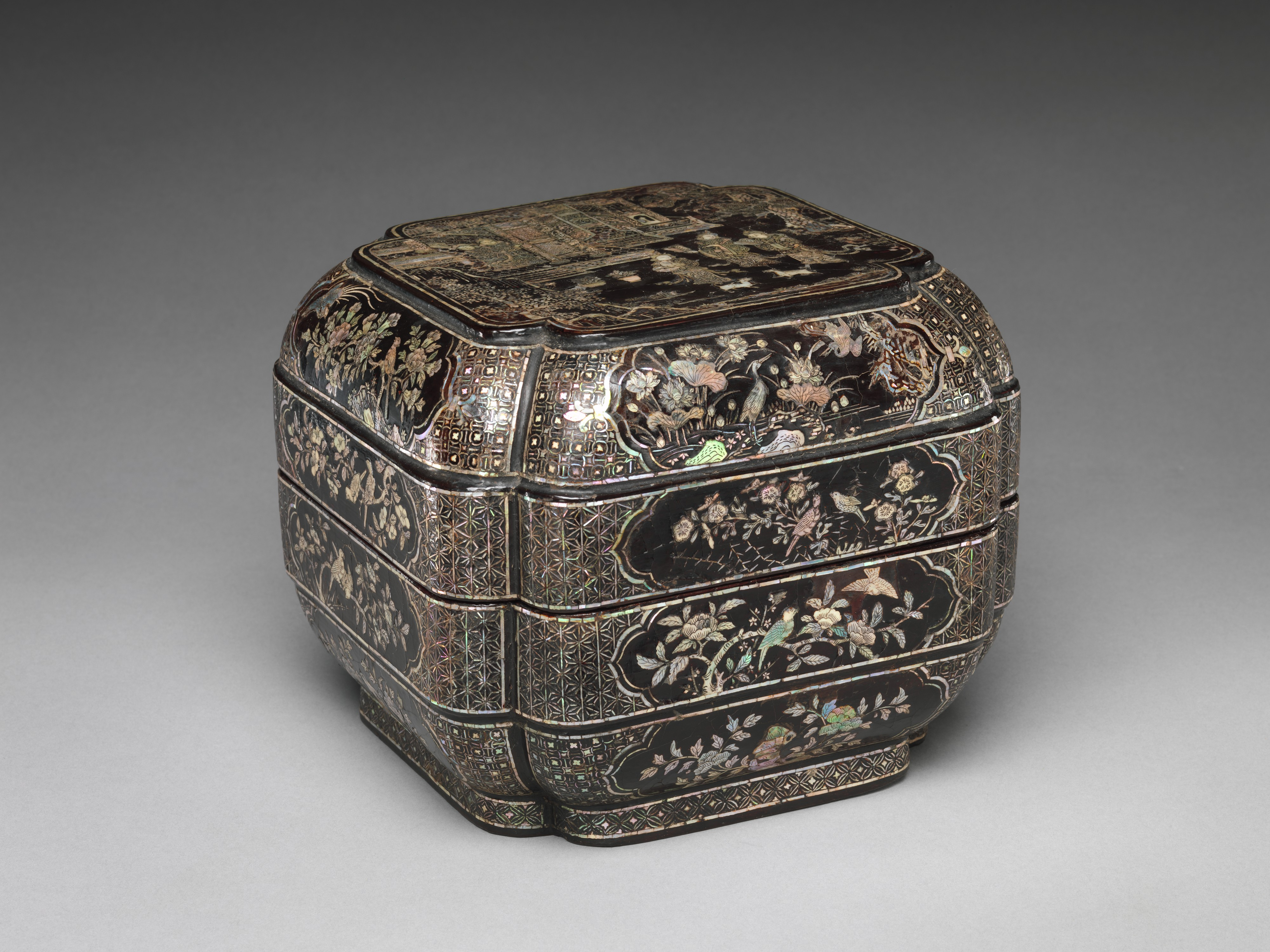
明早期黑漆嵌螺鈿人物花鳥紋撞盒
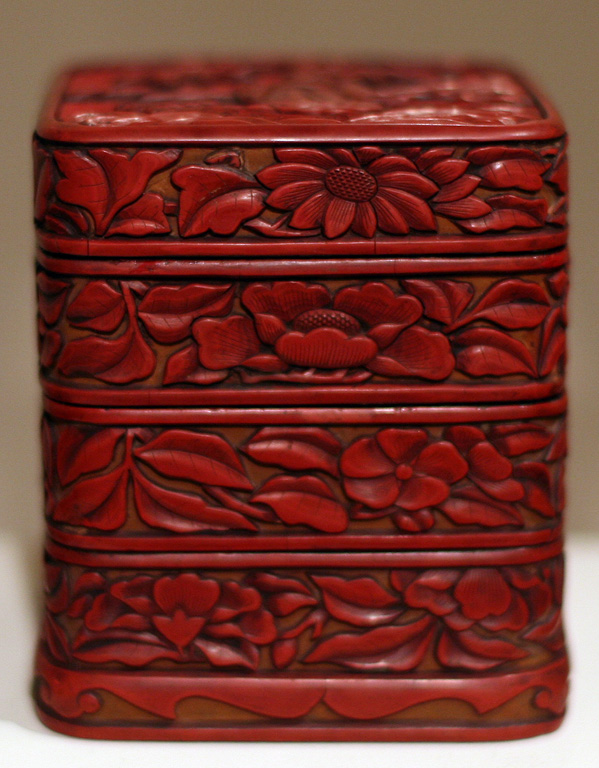
明代正方形剔紅釣蟹圖三撞盒
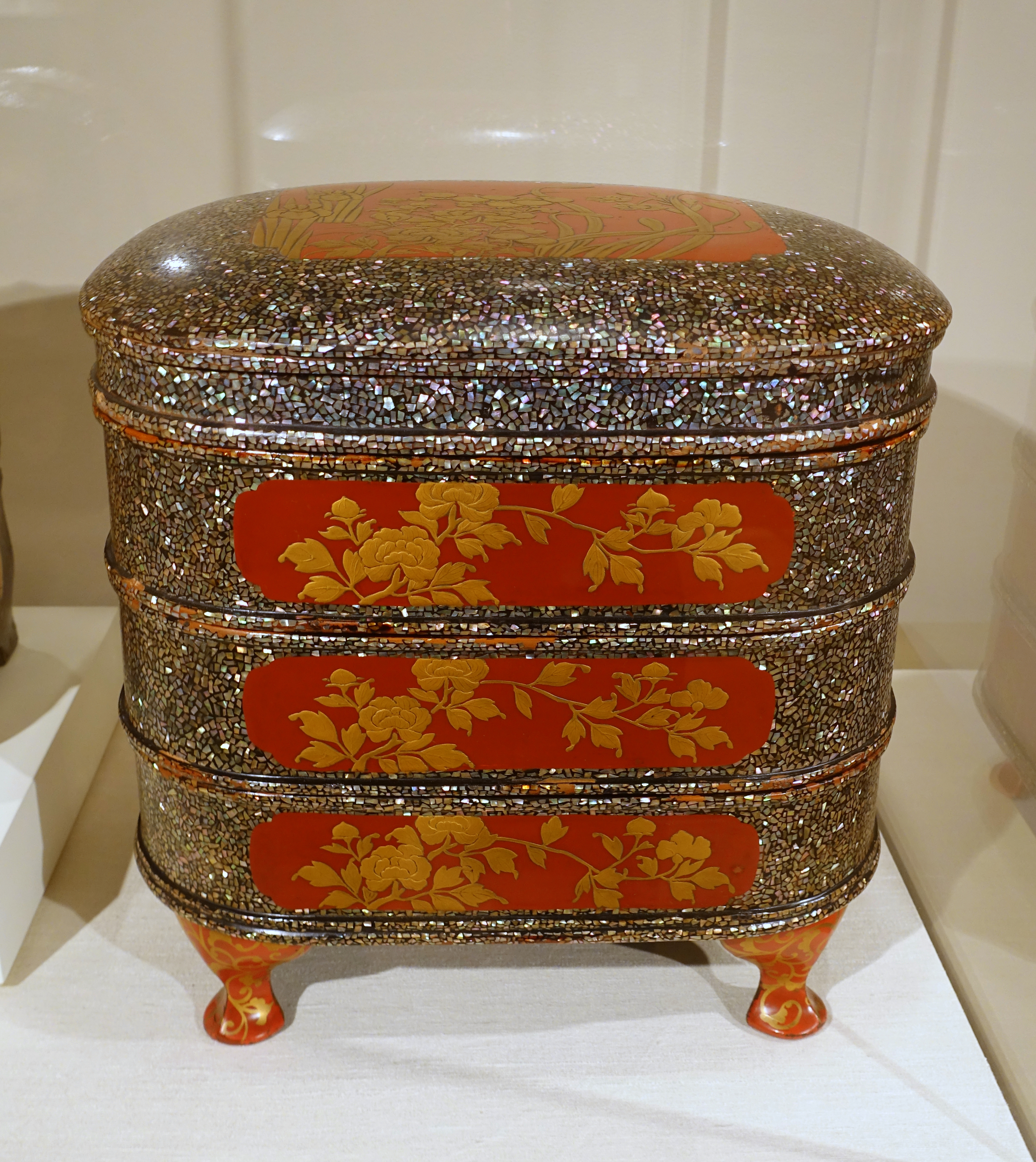
日本江戶時代三層重箱，附四腳底座
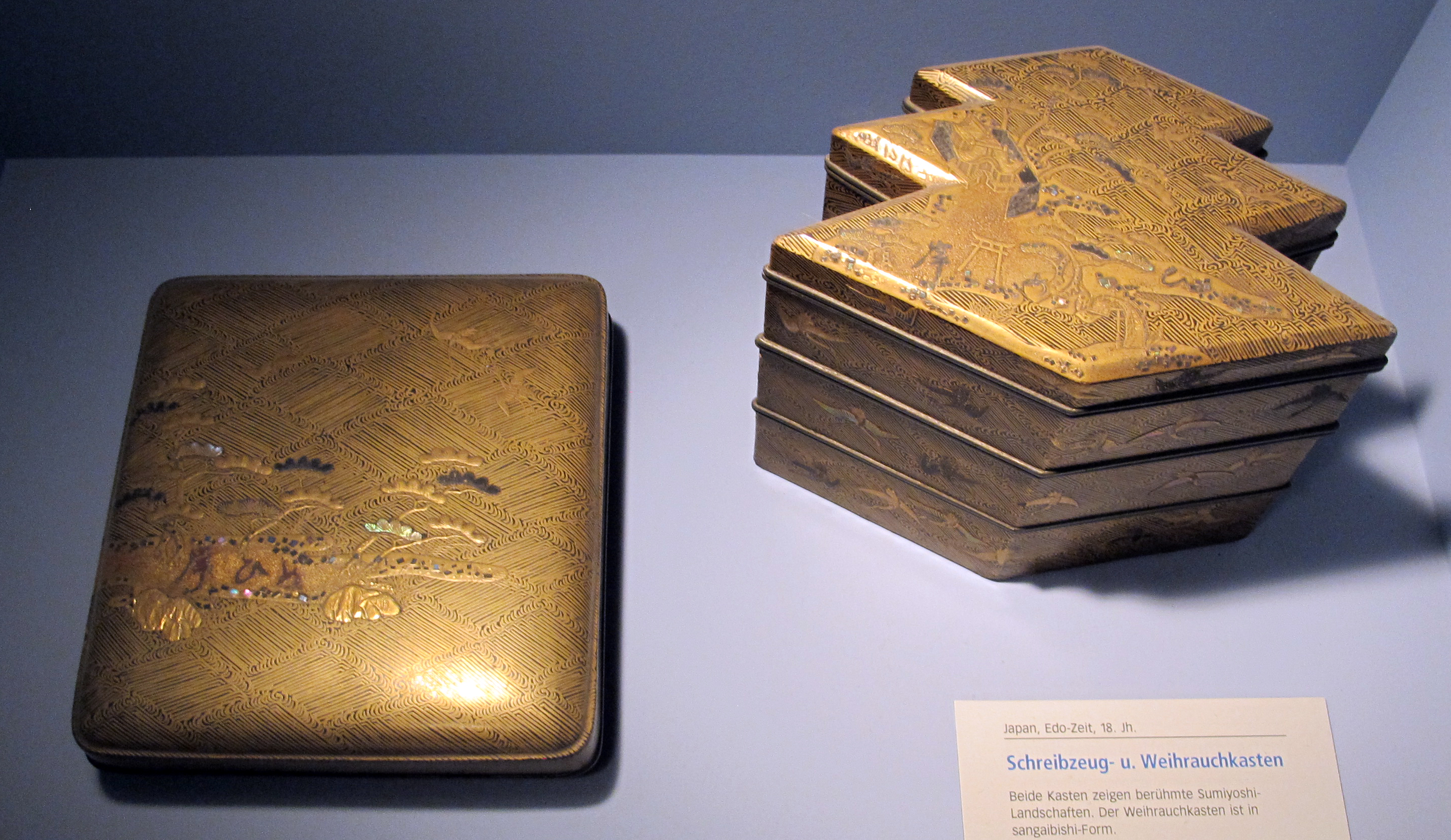
日本江戶時代三層方勝形重箱（右）
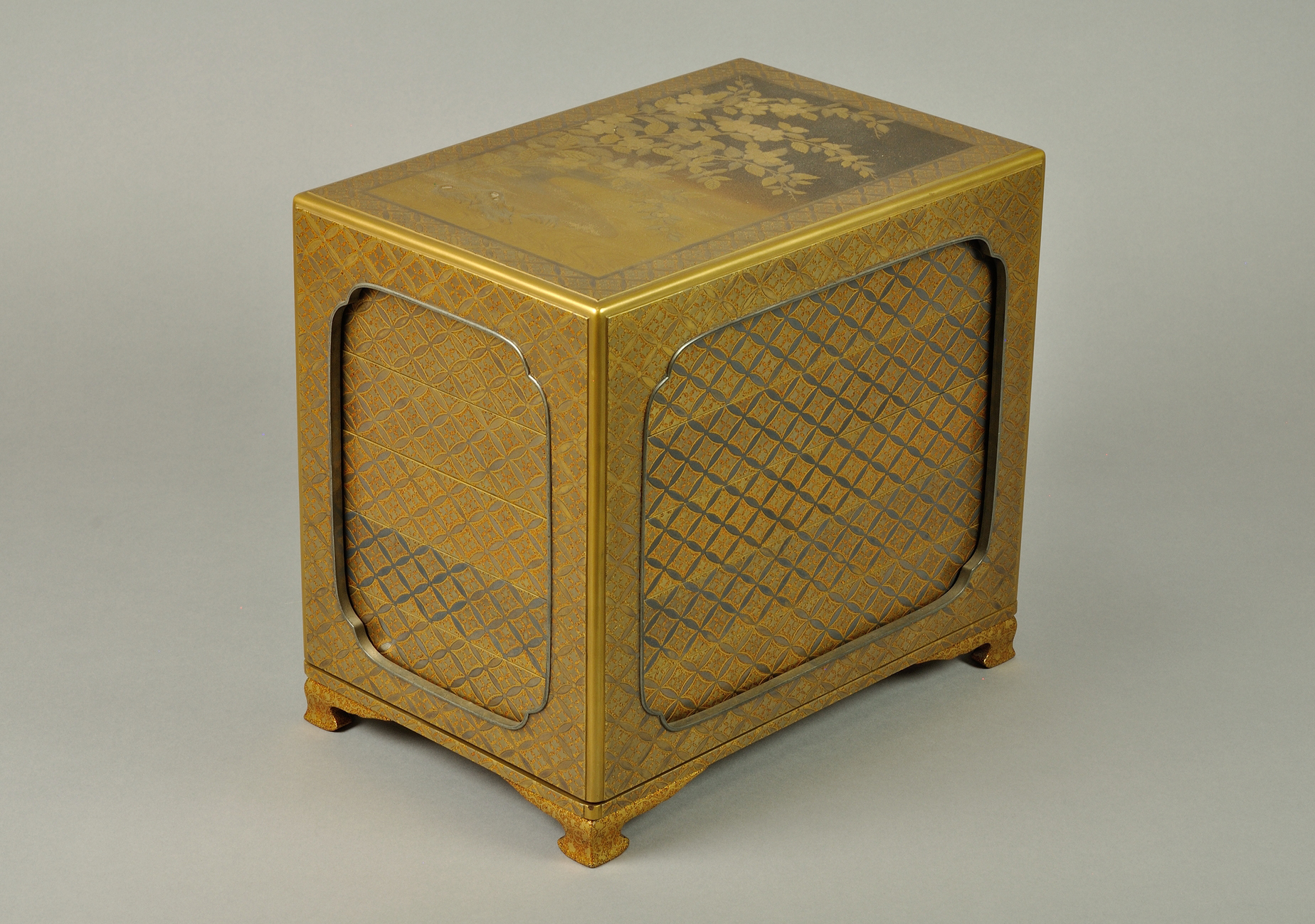
日本山吹蒔繪五段重硯箱，附罩架